# Refugi (biologia)

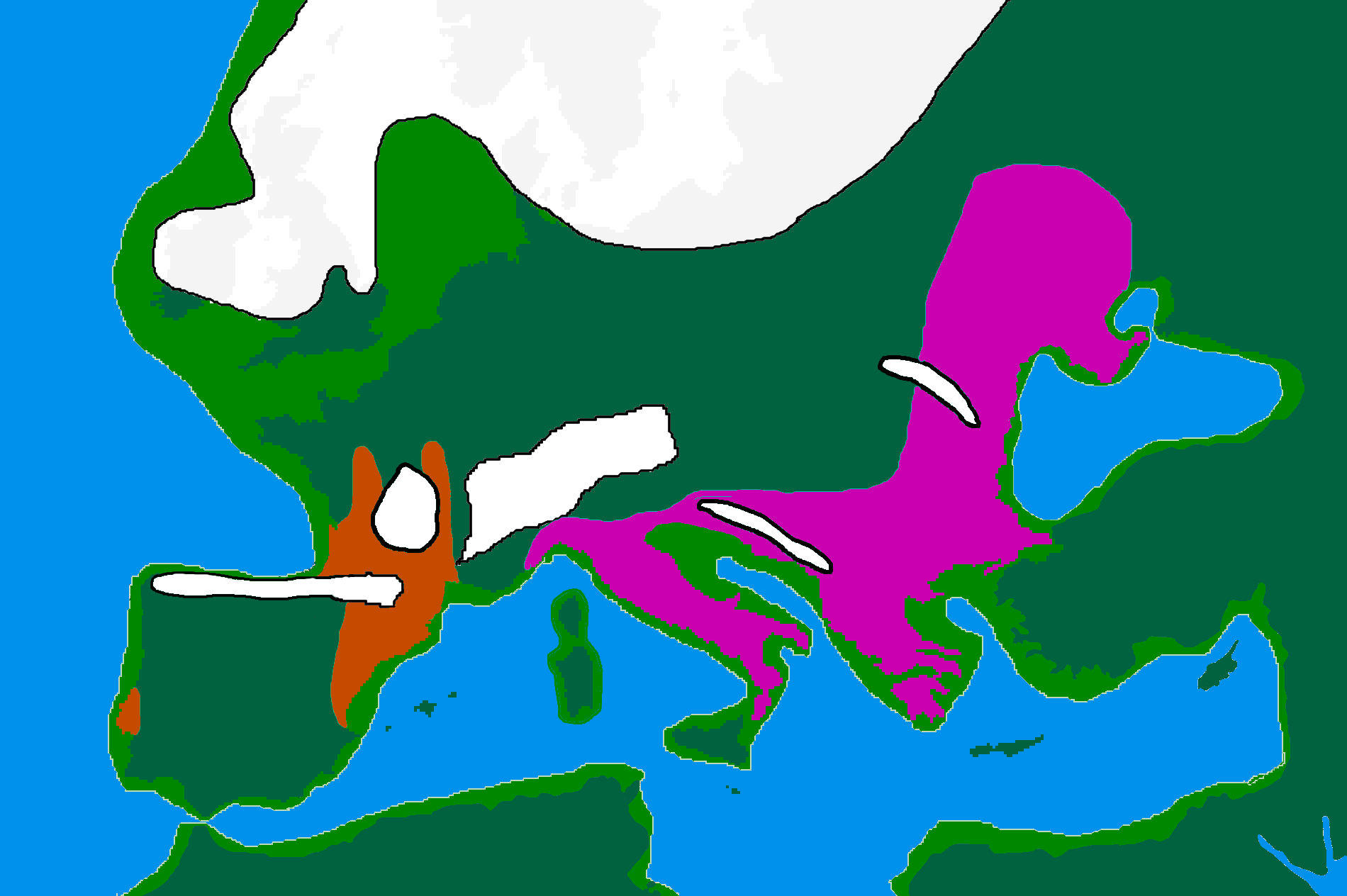
Refugis europeus en el darrer màxim glacial fa 20.000 anys

Un refugi (en llatí i altres llengües: refugium plural: refugia) en una població biològica, és la localització d'una població aïllada o relicte d'una o més espècies esteses. Aquest aïllament (al·lopatria) pot ser deguda a canvis climàtic, la geografia o les activitats humanes com la desforestació o la sobrecaça.
Un exemple actual d'espècie en un refugi és el goril·la de muntanya, que es troba aïllada en unes muntanyes específiques d'Àfrica central i també el lleó marí australià aïllat en unes poques platges del sud d'Austràlia degut a la cacera. En molts casos aquest ailament és un estadi temporal; tanmateix alguns refugis són de llarga durada, donant lloc a espècies endèmiques, que sobreviuen com espècies relictes.
En l'antropologia, els refugia sovint es refereixen específicament als Refugis del darrer màxim glacial, on algues poblacions humanes ancestrals es van veure forçades a desplaçar-se a refugis glacials. Un exemple és la regió Franco-cantàbrica i el Pont de terra de Bering, entre d'altres.

## Especiació
Jürgen Haffer va ser el primer a proposar el concepte de refugis per tal d'explicar la diversitat biològica de les poblacions d'ocells de la conca de l'Amazones Haffer suggerí que el canvi climàtic del Plistocè tardà va portar a reservoris reduïts de boscos habitables en els quals les poblacions van esdevenir al·lopàtriques. Amb el temps això va portar a especiació en les poblacions. Quan va acabar el període Plistocè les condicions àrides van donar pas a les actuals selves plujoses i es van reconnectar els refugis.

## Exemples en la temperatura
Es pot donar una explicació simple dels refugis segons l'exposició d'obaga i solana i com afecten la temperatura. A l'hemisferi nord les obagues són llocs relativament freds i al contrari, les solanes són llocs calents. L'obaga i la solana poden ser refugis (per ser un lloc fred i un de calent respectivament).